# Пильковщина
Пильковщина (біл. Пількаўшчына) — село в складі Мядельського району Мінської області, Білорусь. Село підпорядковане Сватківській сільській раді, розташоване в північній частині області.